# Rudolf von Sebottendorf
Rudolf Freiherr von Sebottendorf, eigenlijke naam Adam Alfred Rudolf Glauer (Hoyerswerda, 9 november 1875 - Istanboel, 8 mei 1945) was een Duitse antisemiet, occultist, vrijmetselaar, avonturier, couppleger en spion. Hij was bewonderaar van Guido von List en cisterciënzer en ariosoof Jörg Lanz von Liebenfels.

## Biografie

### Geboorte en jeugd
Glauer werd geboren in Hoyerswerda in de Pruisische Provincie van Silesië (tegenwoordig Saksen). Zijn vader was een machinist.

### Huwelijk mislukt
In Dresden trouwde hij in 1905 Klara Voss, maar ze scheidden in 1907. In 1908 werd hij als zwendelaar en vervalser veroordeeld. In 1911 werd hij Ottomaans staatsburger. 

### Freiherr von Sebottendorf
Von Sebottendorf vergaarde een enorme rijkdom gedurende de Balkanoorlogen (1912-1913). Gedurende zijn verblijf in Constantinopel (thans: Istanboel) leerde hij de Duitser Heinrich Freiherr von Sebottendorf kennen. Hij liet zich in Turkije en later in Duitsland door deze baron adopteren en mocht daarom juridisch gezien de achternaam 'Von Sebottendorf' dragen. 

### Familie Termudi
In Bursa in Turkije kwam hij in aanraking met occultisme en esoterische zaken. Zijn gastheer Hussein Pasha, een soefi, was in dergelijke zaken geïnteresseerd. In Bursa leerde hij ook de familie Termudi kennen, joden uit Thessaloniki, die zich met bankzaken en zijdehandel bezighielden, maar die ook lid waren van de vrijmetselarij, de loge van de Oude en Primitieve Ritus Memphis-Misraïm. De patriarch van de familie wijdde hem in in de loge en liet hem bij zijn dood zijn bibliotheek na, vol occulte, kabbalistische, rozenkruiser en soefi teksten.

### Germanenorde
Met zijn grote vermogen keerde hij naar Duitsland terug en nam hij deel aan allerlei extreemrechtse, antisemitische geheime genootschappen. In 1916 had hij een volgeling en kwam hij in contact met de Germanenorden en werd Ordensmeister (lokale groepsleider) van de Beierse afdeling Walvater van de Heilige Graal. 

### Thule Gesellschaft
In november 1918 nam hij deel aan de oprichting van de Thule-Gesellschaft (Nordische Vereinigung). Dankzij zijn kapitaal kon de Thule haar vergaderingen houden in het prestigieuze hotel Vier Jahreszeiten in München. Hij kwam in het bezit van de krant Völkischer Beobachter, die later het propagandamiddel werd van Hitler.
In 1919 richtte hij een socialistische politieke partij op. Deze partij was bedoeld voor de "kapitaalzwakkeren, arbeiders en het volk" en keerde zich tegen het Jodensocialisme (de fascistische term voor marxisme-leninisme). Later steunde hij de Deutsche Arbeiterpartei en de Deutsche Sozialistische Partei. 
Sebottendorf plande de Beierse socialistische premier Kurt Eisner in december 1918 te ontvoeren, maar hij slaagde daar niet in. Hij werd er door het Gesellschaft van beschuldigd door nalatigheid namen van leden van het Thule Gesellschaft overgeleverd te hebben aan de regering van de Beierse Radenrepubliek. Er waren op 26 april 1919 zeven leden opgepakt en geëxecuteerd, vanwege de aanval op de regering van München, een couppoging, in april 1919. Onder hen waren Walter Nauhaus, die de naam van zijn 'studiegroep' Thule Genootschap had geleend aan de Germanenorden Walvater en vier aristocraten, waaronder gravin Heila von Westarp (secretaris) en prins Gustav von Thurn und Taxis. Uiteindelijk vertrok Von Sebottendorf in juni 1919 na dit conflict naar Zwitserland en daarna naar Istanboel.

### Schrijver
Hij publiceerde Die Praxis der alten türkischen Freimauerei: Der Schlüssel zum Verständnis der Alchimie (De praktijk van de oude Turkse vrijmetselarij: De sleutel tot het begrip van alchemie) in in 1925 zijn semi-autobiografische roman Der Talisman des Rosenkreuzers (De talisman van de rozenkruisers).
Hij keerde in januari 1933 terug in Duitsland en publiceerde Bevor Hitler kam: Urkundlich aus der Frühzeit der National Sozialistischen Bewegung (Voor Hitler kwam: Documenten uit de vroege dagen van de Nationaal Socialistische beweging). Dit boek werd niet door Hitler gewaardeerd en verboden. Sebottendorf werd gearresteerd, maar wist, waarschijnlijk met hulp, te ontsnappen en keerde eind 1934 opnieuw terug naar Istanboel. 

### Spion
Van 1942 tot 1945 was hij agent bij de Duitse contraspionagedienst Abwehr in neutraal Istanboel, maar spioneerde hij als dubbelspion tevens voor de Britten. Volgens zijn Duitse chef Herbert Rittlinger had Glauer vooral interesse voor Tibetanen. 

### Overlijden
Op de dag van de Duitse capitulatie (8 mei 1945) pleegde hij waarschijnlijk zelfmoord, door in de Bosporus te springen.